# Papež Bonifacij I.
Bonifacij I. je bil rimski škof (papež) Rimskokatoliške cerkve, * okrog 350 (Rim, Rimsko cesarstvo); † 4. september 422 Rim (Zahodnorimsko cesarstvo).

## Življenjepis
Papež Bonifacij I. se je rodil v Rimu okrog leta 350. Njegov oče je bil rimski prezbiter Jukund (Jucundus). Njegov prednik na papeškem prestolu sveti Inocenc ga je večkrat poslal kot svojega odposlanca v Carigrad, da je tam uspešno opravil važne in zapletene naloge. 
Za papeža je bil izvoljen 28. decembra 418; cesar Konstantin III. je v začetku bil bolj naklonjen njegovemu nasprotniku Evlaliju. Da bi rešil zmedo, je izdal odlok, po katerem je prepovedal obema rimskima škofoma bivanje v Rimu. Kljub temu pa se je Evlalij vrnil iz izgnanstva in opravil 30. marca 419 slovesno velikonočno bogoslužje; za kazen mu je cesar odvzel škofovsko čast in ga poslal v izgnanstvo. Šele takrat se je lahko Bonifacij vrnil v Rim ter se posvetil številnim perečim nalogam. Zahodnorimski cesar Honorij (395-425) je priznal izvolitev Bonifacija 3. aprila 419; službo je nastopil nato 10. aprila 419. 

### Protipapež Evlalij
Ob Zosimovi smrti se je mudilo v Rimu devet za Cerkev zaslužnih škofov, ki so skupaj z duhovniki in ljudstvom izvolili na sedež apostola Petra že starejšega duhovnika Bonifacija. 
Diakoni – upravniki cerkvenega premoženja – in del ljudstva pa so dan poprej, že 27. decembra 418, oklicali za papeža arhidiakona Evlalija. Ko so iz Zosimovega pogreba napravili pohujšanje, so zasedli Lateransko baziliko in prisilili ostijskega  škofa, da je posvetil Evlalija v škofa. Za Evlalija, ki je po odloku sinode v Raveni moral odstopiti, Liber pontificalis poroča, da je umrl 423 kot škof v Kampaniji.

### Ureditev razmer v Afriki in Galiji
Sicer pa si je Bonifacij precej prizadeval, da bi po nepremišljenih potezah svojega predhodnika spet vzpostavil mir v Cerkvi: z močno afriško Cerkvijo je zgladil spor zaradi vprašanja priziva na najvišjo sodno oblast, v Galiji je ponovno vzpostavil metropolije Arles, Marseille, Narbonne in Vienne. 

### Težave z Bizancem
Ko je vzhodni cesar Teodozij II. leta 421 solunski vikariat (vzhodni Ilirik) priključil carigrajskemu patriarhatu, je Bonifacij s pomočjo zahodnega cesarja Honorija dosegel, da je ta odlok preklical; kljub temu pa ga je cesar prevzel v Codex Theodosianus. Tudi drugače si je prizadeval, da bi rimsko Cerkev obvaroval pred premočnim vplivom bizantinskega cesarja ter jo ohranjal svobodno v njenem delovanju.

### Dela in določbe
- Na pokopališču svete Felicite v Rimu je dal sezidati molilnico.
- Da bi se izognili zmedi, ki je nastala ob izvolitvi dveh papežev, je na Bonifacijevo prošnjo cesar izdal odlok, po katerem je v prihodnje v podobnih primerih treba ravnati takole: oba izvoljena škofa se morata odpovedati službi, rimska duhovščina in ljudstvo pa morajo izvoliti za to službo tretjega človeka. Čeprav je bil dobro zamišljen, vendar odlok nikoli ni stopil v veljavo; omogočil pa je vmešavanje vladarjev v papeške volitve, kar je skozi zgodovino povzročalo mnogo težav.
- Prepovedal je ženskam – četudi so nune – dotikanje cerkvenih oblek in dajanje kadila v kadilnico.
- Prepovedal je podeljevanje duhovništva sužnjem, dvorjanikom (=uradnikom na dvoru) in trgovcem.[6]

## Smrt in češčenje
Bonifacij je umrl 4. septembra 422 v Rimu (Rimsko cesarstvo). Pokopan je blizu cerkve svete Felicite na Via Salaria v Rimu.
Njegov god je 4. septembra; pred koledarsko reformo 1969 je bil njegov god 25. oktobra. 